# Forbo Holding

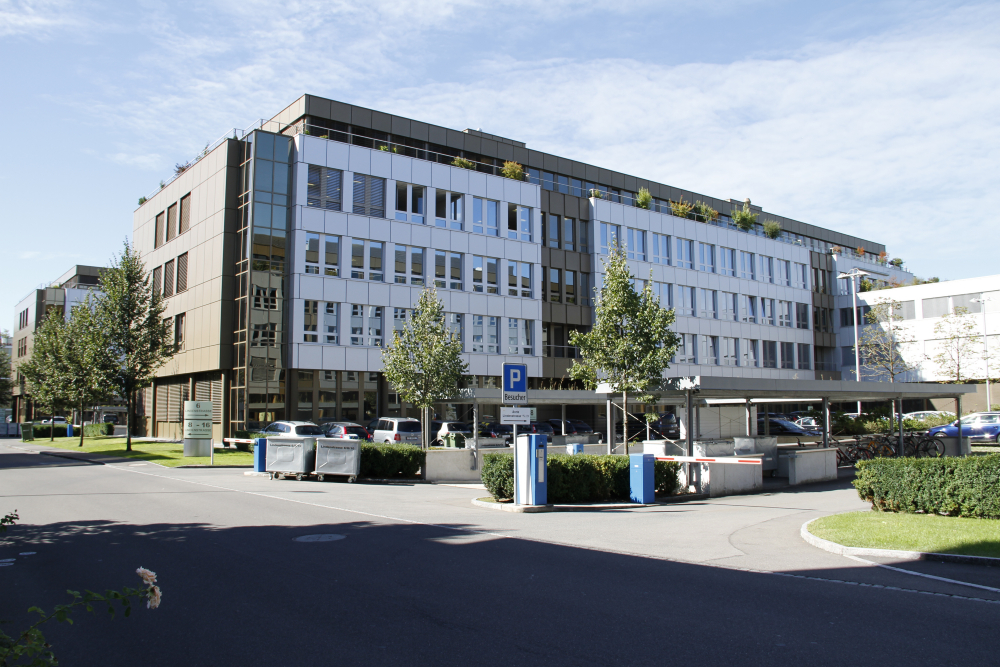
Der Sitz der Forbo Holding AG in Baar

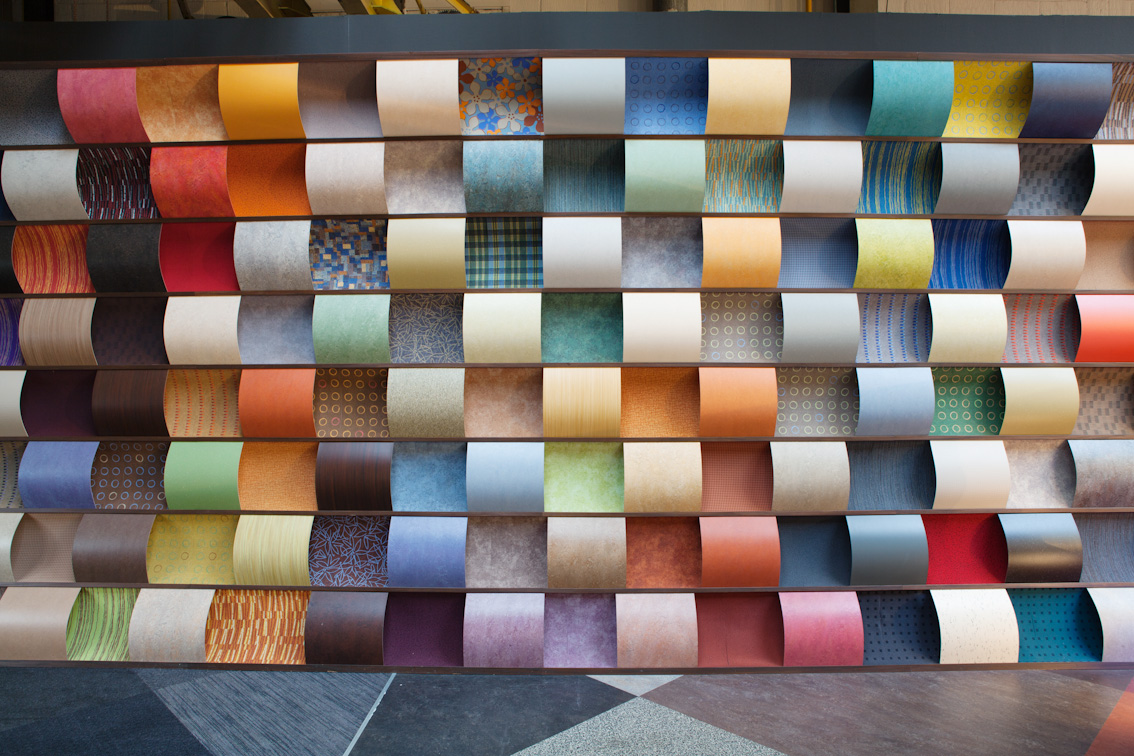
Forbo Flooring Systems stellt Bodenbeläge und Bauklebstoffe her.

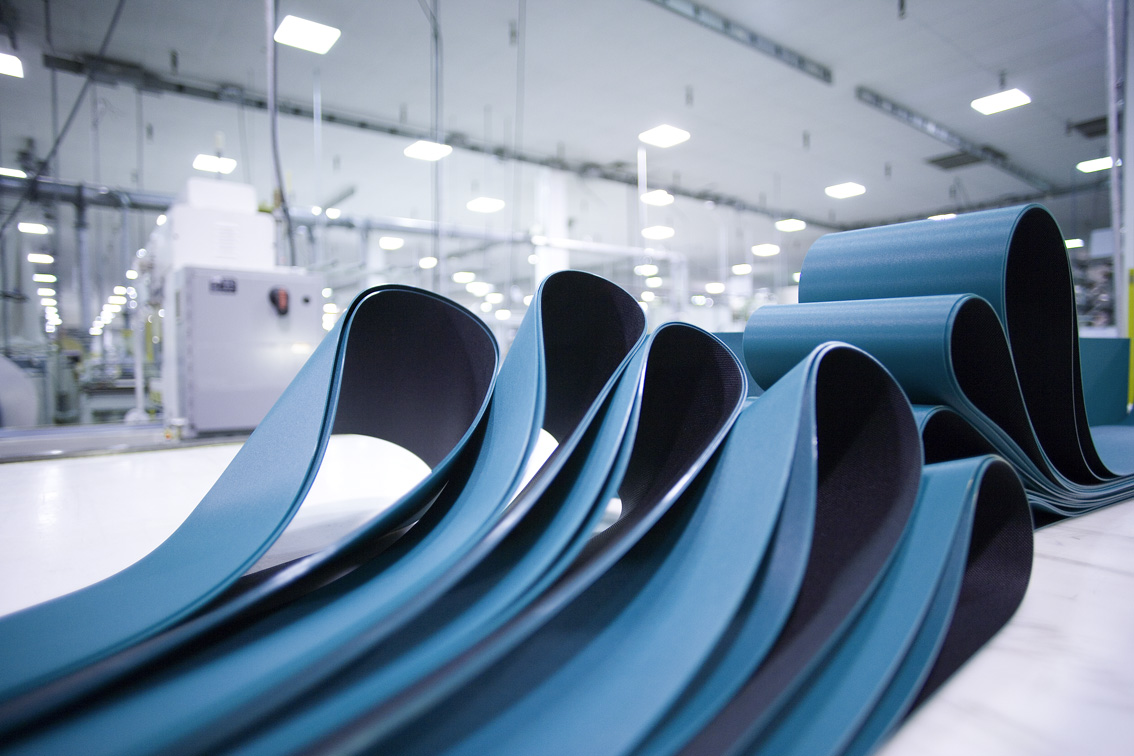
Forbo Movement Systems ist spezialisiert auf Antriebs- und Leichtfördertechnik.

Die Forbo Holding mit Sitz in Baar, Kanton Zug, ist ein international tätiger Schweizer Hersteller von Bodenbelägen und Bauklebstoffen sowie Antriebs- und Leichtfördertechnik.
Die Unternehmensgruppe verfügt über ein internationales Netz von 25 Standorten mit Produktion und Vertrieb sowie 49 reinen Vertriebsorganisationen in insgesamt 39 Ländern. Forbo beschäftigt rund 5.100 Mitarbeiter und erwirtschaftete 2024 einen Umsatz von 1.122 Millionen Schweizer Franken. Das Unternehmen ist an der Schweizer Börse SIX Swiss Exchange kotiert.

## Tätigkeitsgebiet
Forbo umfasst zwei Geschäftsbereiche, Forbo Flooring Systems und Forbo Movement Systems.
Der Geschäftsbereich Flooring Systems ist auf Linoleum, Vinylbodenbeläge, Sauberlaufsysteme, Teppichfliesen, Nadelvliesbeläge sowie Flotex spezialisiert. Diese finden unter anderem Anwendung in öffentlichen Gebäuden, Krankenhäusern, Schulen, Geschäftsräumen sowie im Wohnbereich. Mit einem Marktanteil von rund 65 Prozent ist Forbo weltweiter Marktführer bei Linoleum.
Flooring Systems bietet unter dem Markennamen Eurocol auch Fertigklebstoffe zum Verlegen von Bodenbelägen und Keramikfliesen sowie Nivellier- und Ausgleichsmassen für die Bauindustrie an.
Der Bereich Movement Systems ist auf Antriebsriemen, Transport- und Prozessbänder sowie Kunststoff-Modulbändern, Zahn- und Flachriemen aus synthetischen Materialien spezialisiert. Die unter dem Markennamen Siegling vertriebenen Produkte, finden in unterschiedlichsten Bereichen in Industrie-, Handels- und Dienstleistungsbetrieben Anwendung, zum Beispiel als Prozessband in der Lebensmittelindustrie, als Laufband im Fitnessstudio oder als Flachriemen in einer Briefverteilanlage.

## Geschichte
Forbo wurde 1928 von drei Linoleumherstellern aus Deutschland (Deutsche Linoleum-Werke A.G., Berlin), Schweden (Linoleum Aktiebolaget Forshaga) und der Schweiz (Linoleum AG Giubiasco) unter dem Firmennamen Continentale Linoleum Union gegründet, sie repräsentierte nach eigenen Angaben zu diesem Zeitpunkt „ungefähr 80 % der kontinentaleuropäischen Linoleumproduktion“. Im Folgejahr kam die Nederlandsche Linoleumfabriek (Niederlande) dazu, später auch weitere Unternehmen aus Österreich, Frankreich und Lettland. Die DLW schieden dann gegen Ende der 1930er-Jahre aus politischen Gründen wieder aus der Union aus.
Ab den 1950er-Jahren begann das Unternehmen seine Geschäftstätigkeit in verwandte Produkte wie Teppiche und Vinylbodenbeläge zu diversifizieren.
Anfang der 1970er-Jahre wurde der Klebstoffbereich vom Linoleumgeschäft getrennt und unabhängig weitergeführt. Gleichzeitig wurde das Unternehmen von Continentale Linoleum Union in Forbo umbenannt. In den darauf folgenden zwei Jahrzehnten entwickelte sich Forbo zu einem Weltkonzern mit Tätigkeit auf allen fünf Kontinenten. Dabei wurden Akquisitionen getätigt und die Geschäftstätigkeit auf die Bereiche Wandbeläge und Hochdrucklaminate erweitert.
1994 übernahm Forbo die auf Antriebs- und Leichtfördertechnik spezialisierte Siegling mit Sitz in Hannover. In der zweiten Hälfte der 1990er-Jahre wurden die Bereiche Wandbeläge und Laminate ausgegliedert.
2000 richtete sich die Unternehmensgruppe auf die vier Geschäftsbereiche Linoleum, Vinyl, Kunststoffbänder und Klebstoffe strategisch neu aus und tätigte in der Folge mehrere kleinere Akquisitionen zur Verstärkung des Klebstoffgeschäfts. Die industriellen Bereiche, darunter Extrusionsprofile, Dekorationsprodukte und beschichtete Textilien, wurden ausgegliedert, während der Teppichbereich durch ein Management-Buy-out verkauft wurde.
In der ersten Hälfte der 2000er-Jahre wurde der Klebstoffbereich durch die Übernahme des Unternehmens Swift, mit Tätigkeit in den USA, Europa und Asien, international weiter ausgebaut. Ebenfalls wurde der Kunststoffbänder-Geschäftsbereich in Großbritannien erweitert. Die Sparten Linoleum und Vinyl wurden zu Forbo Flooring fusioniert, im selben Zug wurden die drei strategischen Geschäftsbereiche Bodenbeläge, Klebstoffe und Kunststoffbänder gebildet. Die Produktion läuft in zwei Werken im holländischen Krommenie und im schottischen Kirkcaldy.
2006 Übernahme von Victa Technologies, eines chinesischen  Klebstoffherstellers mit Spezialisierung auf Schmelzklebstoffe und wasserbasierende Klebstoffe.
2007 Neues Branding und Wachstumsstrategie; die drei Kernbereiche werden zu Flooring Systems, Bonding Systems und Movement Systems umbenannt und betreiben eine integrierte Unternehmensstrategie unter der Dachmarke Forbo.
Im Jahr 2012 erfolgt die Konzentration auf die führenden Marktpositionen Flooring Systems und Movement Systems. Die Aktivitäten von Bonding Systems mit den Industrieklebstoffen (inklusive synthetische Polymere) werden an H.B. Fuller veräußert. Die Bauklebstoffe als eigenständige Einheit innerhalb des Geschäftsbereichs Flooring Systems wird weitergeführt.